# Houtingen
Houtingen zijn vissen uit de familie van de zalmachtigen (Salmonidae). Ze worden ook wel marenen of coregoniden genoemd. Over de taxonomische status is geen consensus. Kottelat en Freyhof (2007) beschouwen de houtingen niet meer als onderfamilie van de zalmachtigen, maar als aparte familie waartoe naast het grootste geslacht Coregonus, ook de geslachten Stenodus en Prosopium behoren.

## Nadere beschrijving
Coregonus heeft binnen de familie van de zalmachtigen de meeste soorten. Deze soorten zijn op uiterlijke kenmerken bijzonder lastig van elkaar te onderscheiden. De vorm, rangschikking en het aantal kieuwboogaanhangels vormen de belangrijkste kenmerken.
Veel soorten zijn ontstaan na de laatste IJstijd in meren die de gletsjers achterlieten. 
Houtingen zijn als consumptievis zeer gewild, vooral gebraden of gerookt. 
Veel houtingen behoren tot de meest bedreigde vissoorten. In Noord-Amerika, Noord-Azië en in Europa zijn de populaties gedurende de 19de en 20ste eeuw overbevist of werden ze weggeconcurreerd door de uitzetting van verwante vissoorten uit totaal andere gebieden.
Negen soorten Coregonus worden als uitgestorven beschouwd. Verder zijn er drie soorten ernstig bedreigd, vijf bedreigd en 13 soorten kwetsbaar. In het stroomgebied van de rivier de Rijn loopt een (discutabel) herintroductieproject voor de noordzeehouting (Coregonus  oxyrinchus).

## Overzicht geslachten
- Coregonus (meer dan zeventig soorten, noordelijke deel van het noordelijk halfrond)
- Prosopium (zes soorten, alleen in Noord-Amerika en Oost-Siberië)
- Stenodus (één of twee soorten, West-Azië, Noord-Rusland)